# Neveasattel
Der Neveasattel, italienisch Sella Nevea, furlanisch Nevee, slowenisch Na Žlebeh, ist ein 1195 m s.l.m. hoher Übergang in den westlichen Julischen Alpen zwischen der Montaschkette und dem Kaninstock.
Gut ausgebaute Asphaltstraßen führen von Tarvis im Kanaltal über Raibl (Cave del Predil) und den Raibler See sowie von Chiusaforte-Raccolana, ebenfalls im Kanaltal, durch das Raccolanatal auf den Neveasattel. Die Passhöhe liegt auf dem Gemeindegebiet von Chiusaforte.
Julius Kugy, der bekannte Erschließer der Julischen Alpen, beschreibt den Neveasattel noch im späteren 19. Jahrhundert als „Waldparadies“.
Die Grenze zwischen Österreich und Italien verlief nach dem Verlust Venedigs 1859 durch die Montaschgruppe vom Sondogne (Köpfach) bis zum Cregnedul (2327 m s.l.m.) und über die Cima Confine etwas nordöstlich an der Cergnala (Hudi Vršič, 2344 m s.l.m.), und weiter über Bovec (Flitsch/Plezzo) am Isonzo (Soča) und zum Krn. Im Gebirgskrieg des Ersten Weltkriegs verlief hier dann auch die österreichisch-italienische Front: den Neveapass befestigten die Italiener, gegenüber lag das Raibler Seefort. Da die italienische Militärführung es schon ab Kriegseintritt 1915 als Primärziel ansah, die Stadt Triest zu isolieren, verbiss man sich in die Südflanke der Alpenfront in die mehrjährige Serie der Isonzoschlachten, hier blieb es vergleichsweise ruhig: Der direkte Durchstoß durch das Kanaltal war keine Option. Erst nach dem „Wunder von Karfreit“ (Kobarid, 12. Isonzoschlacht), dem überraschenden Durchmarsch der Österreicher und Deutschen Ende Oktober 1917, wurde der Neveasattel in kurzer Zeit überrannt, beim Ende des Kriegs nach der Schlacht von Vittorio Veneto Herbst 1918 in der allgemeinen Auflösung der k.u.k. Armee aber kampflos geräumt. Mit dem Vertrag von Rapallo 1920 kam dann auch Raibl an Italien. Die Gemeindegrenze zu Tarvis verläuft bis heute etwa 3 km östlich des Sattels.
Heute ist der Neveasattel zu einer modernen Hotelstadt geworden. Er ist im Winter Skigebiet und im Sommer Ausgangspunkt für zahlreiche Bergtouren in der Montasch- und der Cimonekette. Vom Sattel aus führt eine Seilbahn zum südlich auf 1850 m gelegenen Rifugio Celso Gilberti und von dort weiter auf die Prevala am Golovec (2285 m s.l.m.), wo eine Verbindung zum Skigebiet des slowenischen Bovec besteht (Skigebiet Kanin–Sella Nevea–Bovec). Der Kanin (2587 m s.l.m.) erhebt sich südöstlich des Sattels. Eine Asphaltstraße führt auf die Pecolalm unterhalb des Montasio (Montasch, 2754 m s.l.m.).
Das Gebiet südlich des Nevea gehört zum Parco Naturale Prealpi Giulie (Naturpark Julische Voralpen).
Der Sattel gilt ebenso wie die nördlich gelegene Cregnedulalm als Schlangenparadies (hauptsächlich Kreuzottern). 